# ژمین
ژمین (به لهستانی:  Ziemin) یک روستا در لهستان است که در گمینا ویلیخووو واقع شده‌است.